# هوكون إفيان
هوكون إفيان (بالنرويجية: Håkon Evjen‏) (مواليد 14 فبراير 2000) هو لاعب كرة قدم نرويجي محترف يلعب كلاعب خط وسط لنادي إي زد ألكمار.